# Вања Милинковић Савић
Вања Милинковић Савић (Оренсе, 20. фебруар 1997) српски је фудбалер који игра на позицији голмана. Тренутно наступа за Торино. Његов старији брат Сергеј и отац Никола Милинковић су такође фудбалери.

## Клупска каријера

### Почетак каријере
Вања Милинковић Савић је рођен у шпанском граду Оренсеу где је његов отац у то време играо фудбал. Отац је касније прешао у аустријски ГАК из Граца где је Вања почео да тренира фудбал. Након што се породица 2006. године вратила у Нови Сад, Вања је заиграо за млађе категорије Војводине. Свој први професионални уговор са Војводином је потписао 2. априла 2014. године. Већ 17. маја исте године, потписао је уговор са Манчестер јунајтедом, а у склопу договора је требало да још годину дана остане на позајмици у Војводини. Вања је у сезони 2014/15. бранио на 17 утакмица за Војводину у Суперлиги Србије, а забележио је и два наступа у Купу Србије. Након завршетка сезоне у Војводини прикључио се екипи Манчестер јунајтеда, али ипак није успео да добије радну дозволу па је уговор раскинут.

### Лехија
У новембру 2015. је потписао уговор са пољском Лехијом. За овај клуб је током другог дела сезоне 2015/16. и првог дела сезоне 2016/17. одиграо 29 првенствених утакмица.

### Торино и позајмице
У јануару 2017. је потписао петогодишњи уговор са италијанским Торином, а уговор на снагу ступа од 1. јула 2017. године. За Торино је у сезони 2017/18. одиграо само четири утакмице (1 у првенству и три у купу). У јуну 2018. године Торино га шаље на позајмицу у СПАЛ. Током првог дела сезоне 2018/19. је бранио на само две утакмице у Серији А, а забележио је и један наступ у Купу. У децембру 2018. је напустио СПАЛ, а крајем јануара 2019. одлази на нову позајмицу, овога пута у друголигаша Асколи. За овај клуб је током пролећног дела сезоне 2018/19. одиграо осам утакмица у Серији Б. У јуну 2019. одлази на једногодишњу позајмицу у Стандард.

## Репрезентативна каријера
Милинковић-Савић је са репрезентацијом Србије до 20 година постао првак света 2015. године на Светском првенству до 20 година на Новом Зеланду. Тада је био замена Предрагу Рајковићу.
У мају 2017, селектор репрезентације Србије до 21. године Ненад Лалатовић је уврстио Милинковић Савића на коначни списак играча за Европско првенство 2017. године у Пољској. Србија је такмичење завршила већ у групној фази након што је из три меча имала два пораза и један нерешен резултат. Милинковић Савић је у прве две утакмице на првенству против Португала и Македоније бранио 90. минута, док је трећу утакмицу против Шпаније посматрао са клупе.
За сениорску репрезентацију Србије је дебитовао 11. новембра 2021. године на пријатељском мечу против Катара.

## Трофеји
- Србија
  - Светско првенство до 20. године (1) :  2015.